# Hypodoxa conspurcata
Hypodoxa conspurcata là một loài bướm đêm trong họ Geometridae.